# Letis nymphaloides
Letis nymphaloides är en fjärilsart som beskrevs av Walker 1858. Letis nymphaloides ingår i släktet Letis och familjen nattflyn. Inga underarter finns listade i Catalogue of Life.